# آی‌ای‌آر ۳۱۶
آی‌ای‌آر ۳۱۶ (به انگلیسی: IAR 316) یک هواپیمای ساختِ کارخانهٔ ایندوستریا آئروناتیکا رومانا است که در سال ۱۹۷۱–۱۹۸۷ ساخته شد. نخستین استفاده‌کنندهٔ این هواپیما نیروی هوایی رومانی بوده‌است. 